# آویون وویسین
آویون وویسین (انگلیسی: Avions Voisin) شرکت خودروسازی لوکس فرانسوی بود، که در سال ۱۹۰۵ توسط گابریل وویسین تأسیس و در سال ۱۹۴۶ منحل شد.